# James Dashner
James Smith Dashner (Austell, Georgia, 1972. november 26. –) amerikai regényíró, többségében gyerekeknek és fiatal felnőtteknek szánt művekkel, például a 13th Reality című fantasy könyvsorozattal. Leghíresebb műve az Útvesztő-trilógia, amely magyarul is olvasható.

## Magánélete
Dashner 1972. november 26-án született Austellben, Linda és James Dashner gyermekeként. A hat gyermek egyikeként a Duluth High School középiskolában végzett és könyvelői diplomáját a Brigham Young University egyetemen szerezte, Utahban. Dashnernek és feleségének, Lynette-nek négy gyermeke született.

## Megjelent művei
Dashner könyvei fiatal tinédzsereknek szólnak. Művei általában kaland, túlélés, és sci-fi műfajúak.
Az útvesztő, a szerző legkelendőbb alkotása, 100 héten át szerepelt a New York Times Best Seller listáján ifjúsági kategóriában 2014. szeptember 21-én, két nappal a megfilmesített könyvadaptáció megjelenése után.
The Jimmy Fincher Saga
- A Door in the Woods (2003)
- A Gift of Ice (2004)
- The Tower of Air (2004)
- War of the Black Curtain (2005)

The 13th Reality
- The Journal of Curious Letters (2008)
- The Hunt for Dark Infinity (2009)
- The Blade of Shattered Hope (2010)
- The Void of Mist and Thunder (2012)

Az útvesztő-könyvsorozat
- Az útvesztő (2009)
- Tűzpróba (2010)
- Halálkúra (2011)
- Halálparancs (2012)
- Lázkód (2016)[5]

Infinity Ring
- A Mutiny in Time (1. könyv) (2012)
- The Iron Empire (7. könyv) (2014)

A halandósági elv
- The Eye of Minds [Halálos hajsza] (US: 2014. március 11, HU: 2016 december 8.)
- The Rule of Thoughts [Árral szemben] (US: 2014, HU: 2017)
- The Game of Lives [Életre-halálra] (2015. november 17, HU: 2018)

## Magyarul
- Az útvesztő. James Dashner trilógiájának 1. kötete; ford. Tosics Dávid, Wiesenmayer Teodóra; Cartaphilus, Bp., 2012 (Carta light)
- Tűzpróba. Az Útvesztő-trilógia második kötete; ford. Havadi Krisztina; Cartaphilus, Bp., 2014 (Carta light)
- Halálkúra. Az Útvesztő-trilógia harmadik kötete; ford. Havadi Krisztina; Cartaphilus, Bp., 2015 (Carta light)
- Halálparancs. Az Útvesztő-trilógia előzményeinek első kötete; ford. Havadi Krisztina; Cartaphilus, Bp., 2015 (Carta light)
- Halálos hajsza. A Halandósági elv-trilógia első kötete; ford. Ruzsa Kata; Cartaphilus, Bp., 2016 (Carta light)
- Lázkód. Az Útvesztő-trilógia előzményeinek második kötete; ford. Havadi Krisztina; Cartaphilus, Bp., 2017 (Carta light)
- Árral szemben. A Halandósági elv sorozat második kötete; ford. Ruzsa Kata; Cartaphilus, Bp., 2017 (Carta light)
- Életre-halálra. A Halandósági elv sorozat harmadik kötete; ford. Ruzsa Kata; Cartaphilus, Bp., 2018 (Carta light)

## Díjak
- 2008: Whitney Award, Best Youth Fiction, The 13th Reality
- 2011: ALA Best Fiction for Young Adults, Az útvesztő
- 2012: Young Reader's Choice Award, intermediate grades, Az útvesztő

Az útvesztőt és a The Death Cure-t számtalanszor díjazták és díjazásra jelölték Amerikában.